# Jan Hambourg
Jan Hambourg (Voronež, 27 agosto 1882 – Tours, 29 settembre 1947) è stato un violinista russo, membro di una famosa famiglia di musicisti, che fece carriera in Europa all'inizio del XX secolo.

## Biografia
Jan Hambourg, nato a Voronež, in Russia, nel 1882, era il fratello di mezzo tra il famoso pianista Mark Hambourg (nato nel 1879) e l'illustre violoncellista Boris Hambourg (nato nel 1884), figli del pianista Michael Hambourg. Jan studiò prima a Londra con August Wilhelmj ed Émile Sauret, poi a Francoforte sul Meno con Hikeerman, a Praga con Otakar Ševčík e a Bruxelles con Eugène Ysaÿe, che diede anche lezioni a suo fratello Boris. Jan fece il suo debutto a Berlino nel 1905. Morì a Tours, in Francia, nel 1947.